# مقاطعة واشنطن (أوكلاهوما)
مقاطعة واشنطن (بالإنجليزية: Washington County)‏ هي إحدى مقاطعات ولاية أوكلاهوما في الولايات المتحدة الأمريكية.